# Pogonota immunda
Pogonota immunda är en tvåvingeart som först beskrevs av Zetterstedt 1838.  Pogonota immunda ingår i släktet Pogonota och familjen kolvflugor. Arten är reproducerande i Sverige. Inga underarter finns listade i Catalogue of Life.